# Собчук Микола Петрович
Микола Петрович Собчук (нар. 30 листопада 1950, село Сальниця, тепер Хмільницького району Вінницької області) — український радянський діяч, голова колгоспу «40 років Жовтня» села Устимівки Васильківського району Київської області. Член ЦК КПУ в червні 1990 — серпні 1991 р. Член Політбюро ЦК КПУ в червні 1990 — серпні 1991 р.

## Життєпис
Трудову діяльність розпочав у 1967 році колгоспником. Член КПРС з 1972 року.
У 1976 році закінчив Білоцерківський сільськогосподарський інститут.
У 1976—1979 роках — головний агроном колгоспу «Зоря комунізму» села Саливонки Васильківського району Київської області.
У 1979—1990 роках — інструктор організаційного відділу Васильківського міського комітету КПУ Київської області.
У 1980—1981 роках — головний агроном, потім заступник голови колгоспу «Зоря комунізму» села Саливонки Васильківського району Київської області.
З грудня 1981 року — голова колгоспу «40 років Жовтня» села Устимівки Васильківського району Київської області.
Потім — директор Спільного українсько-нідерландського підприємства «Наваско», директор Товариства з обмеженою відповідальністю «Златолан» села Устимівки Васильківського району Київської області.

## Нагороди
- лауреат Державної премії Української РСР в галузі науки і техніки (1989)
- медалі